# Prêmio Willis E. Lamb
O Prêmio Willis E. Lamb (em inglês:  Willis E. Lamb Award for Laser Science and Quantum Optics) é concedido anualmente na Conferência de Física da Eletrônica Quântica (Physics of Quantum Electronics - PQE). Sua denominação é homenagem ao físico Willis Eugene Lamb.

## Recipientes
- 1998: Ali Javan, Olga Kocharovskaya, Paul Mandel
- 1999: Melvin Lax, Lorenzo Narducci, Herbert Walther
- 2000: Federico Capasso, Alfred Yi Cho
- 2001: James P. Gordon, Hermann A. Haus
- 2002: Jonathan Dowling, Luigi Lugiato, Yanhua Shih
- 2003: Leon Cohen, Michael Feld, Herschel Rabitz
- 2004: Karl-Ludwig Kompa, Stuart Rice, Lu Jeu Sham
- 2005: Gérard Mourou, Szymon Suckewer, Sune Svanberg
- 2006: Raymond Chiao, Roy Glauber, Manfred Kleber
- 2007: Hans Frauenfelder, Moshe Shapiro, Xiaoliang Sunney Xie
- 2008: Gershon Kurizki, Mark Raizen, Wolfgang Schleich
- 2009: Robert William Boyd, Robert L. Byer, Norbert Kroó
- 2010: John Pendry, Vladimir Shalaev, Aleksei M. Zheltikov
- 2011: Ron Folman, Randall G. Hulet, Mark A. Kasevich
- 2012: Henry Kapteyn, Margaret Murnane, Jorge G. Rocca
- 2013: Shaul Mukamel, Peter Nordlander, Susanne Yelin
- 2014: Pierre Meystre, Shi-Yao Zhu, M. Suhail Zubairy
- 2015: Hui Cao, Douglas Stone, Vladislav Yakovlev[2]
- 2016: Robin Côté, Maciej Lewenstein, Anton Zeilinger
- 2017: Naomi Halas, Mikhail Lukin, Rainer Weiss
- 2018: Peter Zoller, Jian-Wei Pan, Ernst Rasel
- 2019: Paul Corkum, Don Page, Bill Unruh
- 2020: Stephen Ernest Harris, Christopher Monroe, Alexei V. Sokolov[3]